# Ongulknappen
Ongulknappen (norwegisch für Ongul-Knopf) ist eine kleine Insel vor der Prinz-Harald-Küste des ostantarktischen Königin-Maud-Lands. Sie liegt 1,5 km südlich des westlichen Teils der Ongul-Insel in der Inselgruppe Flatvær.
Wissenschaftler des Norwegischen Polarinstituts benannten sie 1950 in Anlehnung an die Benennung der Ongul-Insel.